# Libertador (district Capitale)
Libertador est une municipalité vénézuélienne du District Capitale (« Distrito Capital »), et l'une des cinq que comprend Caracas (les autres étant Chacao, Baruta, Sucre et El Hatillo). Elle est la municipalité la plus grande, la plus peuplée et la plus importante de Caracas et du pays.

## Géographie
Libertador occupe les régions de l'ouest et du centre de Caracas. Cette municipalité est bordée à l'ouest et au nord par l'État de La Guaira, au sud par la municipalité Baruta et à l'est par la municipalité Chacao.

### Subdivisions
La municipalité est constituée de 22 paroisses civiles :
- 23 de enero ;
- Altagracia ;
- Antímano ;
- Candelaria ;
- Catedral ;
- Coche ;
- Caricuao ;
- El Junquito ;
- El Paraíso ;
- El Recreo ;
- El Valle ;
- La Pastora ;
- La Vega ;
- Macarao ;
- San Agustín ;
- San Bernardino ;
- San José ;
- San Juan ;
- San Pedro.
- Santa Rosalía ;
- Santa Teresa ;
- Sucre.

## Intérêt
La municipalité de Libertador couvre une superficie de 433 km2. Elle est la plus peuplée du Venezuela avec 1 943 901 habitants en 2011. Libertador abrite de nombreux musées, parcs et zones historiques, ce qui lui confère une grande importance touristique. Elle est le siège du gouvernement, ainsi que celui des grandes entreprises de la nation. Elle abrite le palais de Miraflores, siège de l'exécutif, le Capitole fédéral, siège de l'Assemblée nationale, le Tribunal suprême de justice (TSJ), le Conseil national électoral et la plupart des ministères du pouvoir exécutif.